# République (Arménie)
Pour les articles homonymes, voir République (homonymie).
Cette page contient des caractères spéciaux ou non latins. S’ils s’affichent mal (▯, ?, etc.), consultez la page d’aide Unicode.
République est un parti politique arménien.
Sa principale figure est l'ancien Premier ministre Aram Sargsian. Le parti a fait scission du Parti républicain d'Arménie.

## Résultats électoraux

### Élections législatives
| Année | Voix                   | %                      | Sièges  | Gouvernement                                          |
| ----- | ---------------------- | ---------------------- | ------- | ----------------------------------------------------- |
| 2003  | 15 298                 | 1,45                   | 3 / 131 | Opposition                                            |
| 2007  | 22 288                 | 1,65                   | 0 / 131 | Extra-parlementaire                                   |
| 2012  | 60 427                 | 4,23                   | 2 / 131 | Opposition                                            |
| 2017  | Alliance « La sortie » | Alliance « La sortie » | 1 / 105 | Opposition (2017-2018), Pachinian I (2018-2019)       |
| 2018  | Alliance « Nous »      | Alliance « Nous »      | 0 / 132 | Extra-parlementaire : Pachinian II (2019 ; 2020-2021) |
| 2021  | 38 758                 | 3,04                   | 0 / 107 | Extra-parlementaire                                   |